# John Spencer-Churchill, 11. Duke of Marlborough

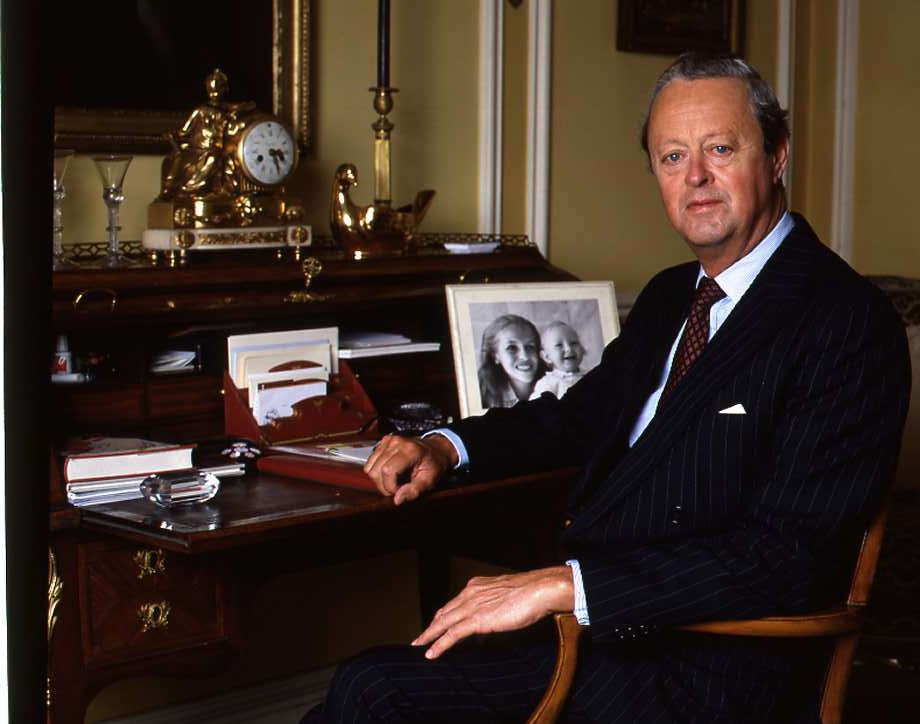
John Spencer-Churchill, 11. Duke of Marlborough, 1987

Wappen des John Spencer-Churchill, 11. Duke of Marlborough

John George Vanderbilt Henry Spencer-Churchill, 11. Duke of Marlborough (* 13. April 1926 in Blenheim Palace bei Woodstock; † 16. Oktober 2014) war ein britischer Peer, Politiker und Unternehmer.

## Leben
Er war der ältere Sohn von John Spencer-Churchill, 10. Duke of Marlborough, aus dessen erster Ehe mit Hon. Alexandra Mary Hilda Cadogan. Sein Großvater war Charles Spencer-Churchill, 9. Duke of Marlborough, sein Großonkel der Premierminister Sir Winston Churchill.
Als Heir apparent seines Vaters führte er seit Geburt den Höflichkeitstitel Earl of Sunderland und ab 1934 den Höflichkeitstitel Marquess of Blandford. Beim Tod seines Vaters erbte er dessen Adelstitel als 11. Duke of Marlborough und wurde dadurch Mitglied des House of Lords, wo er der Fraktion der Conservative Party angehörte. Als mit dem House of Lords Act 1999 die Erblichkeit von Parlamentssitzen abgeschafft wurde, schied er im November 1999 aus dem House of Lords aus.
Zur Finanzierung seines Familiensitzes Blenheim Palace öffnete er diesen für Touristen sowie als Filmset für Dreharbeiten und gründete auf dem Anwesen verschiedene Unternehmen, darunter ein Handel für hölzerne Gartenmöbel und eine Flaschenabfüllung von Mineralwasser. Der Duke arbeitete zudem als Vorstand des Getränkekonzerns Martini & Rossi. Mit einem geschätzten Vermögen von 185 Millionen Pfund stand Spencer-Churchill 2004 auf Platz 224 der Sunday Times Rich List, der Liste der reichsten Menschen Großbritanniens.
Zeitweise hatte er auch die öffentlichen Amter eines Deputy Lieutenant von Oxfordshire sowie eines Friedensrichters inne.

## Familie
Spencer-Churchill heiratete am 19. Oktober 1951 in erster Ehe Susan Mary Hornby (* 1929). Aus der Ehe, die 1961 geschieden wurde, gingen drei Kinder hervor:
- John David Ivor Spencer-Churchill, Earl of Sunderland (1952–1955);
- Charles James Spencer-Churchill, 12. Duke of Marlborough (* 1955);
- Lady Henrietta Mary Spencer-Churchill (* 1958) ⚭ 1980–1989 Nathan Gelber.

In zweiter Ehe heiratete er am 23. Oktober 1961 Athina Onassis (1929–1974), die geschiedene Frau des griechischen Reeders Aristoteles Onassis und Tochter des Reeders Stavros G. Livanos, Mutter der Christina Onassis. Die Ehe wurde 1971 geschieden und blieb kinderlos. Athina heiratete daraufhin 1971 den Reeder Stavros Niarchos.
In dritter Ehe heiratete er am 20. Mai 1972 Rosita Astri Libertas Gräfin Douglas (* 1943), Schwester des schwedischen Unternehmers Gustaf Graf Douglas. Aus dieser Ehe, die 2008 geschieden wurde, gingen drei Kinder hervor:
- Lord Richard Spencer-Churchill (* und † 1973);
- Lord Edward Albert Charles Spencer-Churchill (* 1974) ⚭ 2018 Kimberly Hammerström;
- Lady Alexandra Elizabeth Spencer-Churchill (* 1977).

Am 3. Dezember 2008 heiratete er Lily Sahni (* um 1957 in Teheran, aus indischer Familie), geschiedene Ehefrau des von Nigeria aus tätigen indischstämmigen Großunternehmers Ratan Mahtani. Die Ehe blieb kinderlos.